# Лужины
Лужины — русский дворянский род.
Происходит от московского дворянина (1676) Алексея Матвеевича Лужина, жалованного поместьем (1665). Пётр Алексеевич Лужин стряпчий (1678).
Род Лужиных внесён в VI часть дворянской родословной книги Московской губернии.
- Иван Дмитриевич Лужин (1802—1868) — генерал-лейтенант, Курский и Харьковский губернатор, знакомый поэта Пушкина, был посредником в его сватовстве к Н. Н. Гончаровой; отец княгини Веры Ивановны Салтыковой-Головкиной.

## Описание герба
Щит разделён горизонтально надвое, в верхней половине, в голубом поле, изображено красное сердце с пламенем, пронзённое крестообразно двумя золотыми стрелами (изм. польский герб Пржияцель). В нижней половине в золотом поле, находится крепость красного цвета с тремя башнями (польский герб Гржимала).
На щите дворянский коронованный шлем. Нашлемник: три страусовых пера. Намёт на щите голубой и красный, подложенный золотом.